# Sféra (matematika)

Perspektivní projekce kulové sféry (z nadhledu). Pro kvalitní vykreslení tvarů a čar byly využity Bézierovy křivky.

V matematice se slovem sféra označuje obvykle kulová plocha, tedy plocha tvořící povrch koule. Sféra je definována jako množina všech bodů, které se nacházejí ve vzdálenosti r (poloměr) od bodu S (střed). Sféra dimenze n se někdy značí n-sféra.

## Definice
- V euklidovské geometrii a v klasické analýze je n-rozměrná sféra poloměru r definována následovně:

{\displaystyle S^{n}:=\left\{x\in \mathbb {R} ^{n+1},\sum _{i}x_{i}^{2}=r^{2}\right\}}
- V topologii je n-rozměrná sféra topologický prostor homeomorfní výše uvedené euklidovské sféře. Ekvivalentně je sféra jednobodová kompaktifikace prostoru {\displaystyle \mathbb {R} ^{n}}. Pro {\displaystyle n=\infty } se také definuje sféra {\displaystyle S^{\infty }}, která je v jistém smyslu limitou konečně rozměrných sfér.

## Vlastnosti
- n-sféra je kompaktní, souvislá pro dimenzi {\displaystyle n>0} a pro {\displaystyle n>1} také jednoduše souvislá množina.
- Obsah (dvourozměrné euklidovské) sféry je {\displaystyle 4\pi r^{2}}, obecněji je objem (n-rozměrná míra) n-rozměrné sféry poloměru r dán vztahem

{\displaystyle V_{n}(r)={2\pi ^{\frac {n+1}{2}} \over \Gamma ({\frac {n+1}{2}})}r^{n}.}
- Eulerova charakteristika n-sféry je 2 pro n sudé a 0 pro n liché.
- Homologie a kohomologie n-sféry jsou netriviální pouze v dimenzi 0 a n.
- Libovolná jednoduše souvislá uzavřená 2rozměrná varieta je homeomorfní 2-sféře.
- Libovolná jednoduše souvislá uzavřená 3rozměrná hladká varieta je homeomorfní 3-sféře (Poincarého hypotéza, jediný ze  sedmi problémů tisíciletí, který byl zatím vyřešen).
- Jediné sféry, které mají strukturu Lieovy grupy jsou n-sféry pro n = 0, 1, 3 (jsou to sféry jednotkových reálných čísel, komplexních čísel a kvaternionů).
- Jediné sféry, které jsou úplně paralelizovatelné, jsou {\displaystyle S^{0},S^{1},S^{3},S^{7}} (paralelizovatelnost {\displaystyle S^{7}} má souvislost s oktoniony).
- Na n-sféře existuje paralelní hladké nenulové vektorové pole, právě když n je liché.
- 2-sféra může mít strukturu komplexní variety

## Otevřené problémy
- Homotopie sféry nejsou obecně známy.
- Maximální počet nezávislých vektorových polí na n-sféře není obecně znám.
- Počet neizomorfních diferencovatelných struktur n-sféry není obecně znám.
- Není známo, zda 6-sféra připouští strukturu komplexní variety.